# Maschinenfabrik Liezen und Gießerei
Die Maschinenfabrik Liezen und Gießerei GmbH (MFL) ist ein metallverarbeitender Betrieb in Liezen. Er gilt als wichtiger Industriestandort im steirischen Ennstal.

## Geschichte
Das Werk wurde im Jahre 1939 unter den Namen „Schmidhütte Liezen“ durch August Schmid-Schmidsfelden gegründet. Dieser hatte zuvor den Familienbetrieb Blech- und Eisenwerke Styria AG im Zuge der Erweiterung des Bergbaus Fohnsdorf aufgegeben und verlegte nun die Stahlerzeugung samt Gießerei nach Liezen, wo am 1. Oktober 1939 der Spatenstich zum neuen Werk stattfand. Am Heiligen Abend 1940 wurde der Probebetrieb aufgenommen.
Während des Zweiten Weltkrieges war das schnell ausgebaute Unternehmen als Rüstungsbetrieb tätig und stellte Granaten, verschiedene Gussteile für Panzer, Schiffe und Flugzeuge her. Die Schmidhütte erreichte mit 1944 mit 1.100 Arbeitern und Angestellten einen ersten Höhepunkt. Wie in den meisten Rüstungsbetrieben wurden auch hier zahlreiche NS-Zwangsarbeiter eingesetzt, die in einem eigenen Lager in der Nähe des Werksgeländes untergebracht waren.
Im Oktober 1945 zählte das Werk nur noch 350 Mitarbeiter und wurde im Folgejahr verstaatlicht. Ab 1963 gehörte die damals bereits rund 1.300 Arbeiter zählende Fabrik zu den Vereinigten Österreichischen Stahlwerken (VÖEST) und erhielt schließlich 1987 den Namen Noricum. Bekannt wurde das Werk in dieser Zeit vor allem durch den Noricum-Skandal um die in Liezen produzierte Feldhaubitze GHN-45.

### Namen des Unternehmens
1939 – 1946: Schmidhütte Liezen

1946 – 1954: Hütte Liezen

1954 – 1987: Vöest (ab 1973 VÖEST-Alpine)

1987 – 1989: Noricum (Tochterfirma der VÖEST)

1989 – 1994: Maschinenfabrik Liezen

seit 1994:   Maschinenfabrik Liezen und Gießerei GmbH

### Aktuell
Die Geschäftsführer der MFL sind Reinhard Haider und Herbert Decker.
Ende Jänner 2023 erhielt die MFLG ihren bisherig größten Auftrag: Herstellung von 40 Güterwagen für den deutschen Eisenbahnbetrieb Helrom bis 2033. Die etwa LüA 40 m langen Doppelwagen mit Gelenk können je zwei Sattelauflieger aufnehmen. Die Sattelzugmaschine schiebt dazu den Auflieger von schräg seitlich auf die tiefe, auf die Ladestraße ausgeschwenkte Ladebucht. Diese schwenkt dann wieder in die Flucht des Gleises zurück. Der Königszapfen des Aufliegers wird danach am Bahnwagen verriegelt.